# Gelis apantelicidus
Gelis apantelicidus är en stekelart som först beskrevs av Henry Lorenz Viereck 1913.  Gelis apantelicidus ingår i släktet Gelis och familjen brokparasitsteklar. Inga underarter finns listade i Catalogue of Life.